# Alexander Miesen
Alexander Miesen (Prüm, 16 marzo 1983) è un politico belga appartenente al Partito per la Libertà e il Progresso, presidente del Parlamento della Comunità germanofona del Belgio dal 2016.

## Biografia
Laureatosi in giurisprudenza nel 2006, dal 2006 al 2010 è stato consigliere politico del senatore Berni Collas e dal 2008 al 2009 del ministro Bernd Gentges.
Dal 2006 è consigliere comunale a Büllingen e dal 2012 è membro del Parlamento della Comunità germanofona del Belgio, di cui ha ricoperto il ruolo di presidente dal 2013 al 2014, poi quello di vicepresidente dal 2014 al 2016 e infine nuovamente quello di presidente dal 2016.